# Farlowella odontotumulus
Farlowella odontotumulus és una espècie de peix de la família dels loricàrids i de l'ordre dels siluriformes.

## Morfologia
Els adults poden assolir fins a 17,5 cm de longitud total.

## Distribució geogràfica
Es troba a Sud-amèrica: Equador i Veneçuela.